# Ida Lagerbon
Ida Staxen Lagerbon (født 12. maj 1998 i Næstved, Danmark) er en dansk håndboldspiller, der spiller for SønderjyskE.